# Семенчево
Семенчево — деревня в Вашкинском районе Вологодской области.
Входит в состав Киснемского сельского поселения, с точки зрения административно-территориального деления — в Киснемский сельсовет.
Расстояние по автодороге до районного центра Липина Бора — 44 км, до центра муниципального образования села Троицкое — 20 км. Ближайшие населённые пункты — Гаврилово, Дерягино, Поташево.
По переписи 2002 года население — 13 человек.
Ансамбль деревни Семенчево является памятником архитектуры, также в деревне расположены памятники архитектуры жилой дом Соловьева, жилой дом М. Я. Веркина, жилой дом и 2 амбара.